# Yrjö Saarela
Yrjö Erik Mikael Saarela, född 13 juli 1884 i Limingo, död 30 juni 1951 i Limingo, var en finsk brottare.
Saarela blev olympisk mästere i klassen tungvikt i grekisk-romersk stil under OS 1912 i Stockholm. Fyra år tidigare, under OS 1908 i London hade han vunnit en silvermedalj i klassen lätt tungvikt i grekisk-romersk stil.

## Utmärkelser
- Finlands idrottskulturs förtjänstkors i guld,  1948[3]

[Redigera Wikidata]